# Felice Porro
Felice Porro (Pavia, 8 ottobre 1891 – 16 ottobre 1975) è stato un generale e aviatore italiano, insignito due volte della medaglia d'argento al valor militare nella prima guerra mondiale e nella seconda. Nel luglio del 1940, dopo la morte di Italo Balbo, assunse il comando della neocostituita 5ª Squadra aerea operante in Africa Settentrionale Italiana.

## Biografia
Nacque a Pavia l'8 ottobre 1891, e si arruolò nel Regio Esercito partecipando alla prima guerra mondiale.  Il 2 luglio 1915, con il grado di capitano è assegnato come osservatore d'aeroplano alla 1ª Squadriglia per l'artiglieria.
Nell'aprile 1916 diventa comandante della 3ª Squadriglia per l'artiglieria che il 15 dello stesso mese divenne 43ª Squadriglia, del V Gruppo aeroplani, operante in appoggio alla 3ª Armata del generale Emanuele Filiberto di Savoia Duca d'Aosta, equipaggiata con velivoli Caudron G.3 e basata sul campo d'aviazione di Gonars. 
Dal 26 dicembre assunse il comandò della 48ª Squadriglia, del VII Gruppo, dotata di bimotori Caudron G.4, basata sull'Aeroporto di Belluno. Dal 10 maggio 1917 comanda il XII Gruppo (poi 12º Gruppo caccia). Mantenne tale incarico fino alla rotta di Caporetto del novembre 1917, volando spesso come osservatore d'artiglieria a bordo dei velivoli, in particolare facendo coppia con Natale Palli, allora Capo pilota della squadriglia. In seguito fu assegnato alla 1ª Squadriglia navale S.A. al comando del maggiore Gabriele D'Annunzio. Il 27 febbraio 1918 eseguì, insieme al tenente Francesco Brach Papa, un bombardamento su Merano utilizzando un velivolo SIA 9B ancora in fase sperimentale.

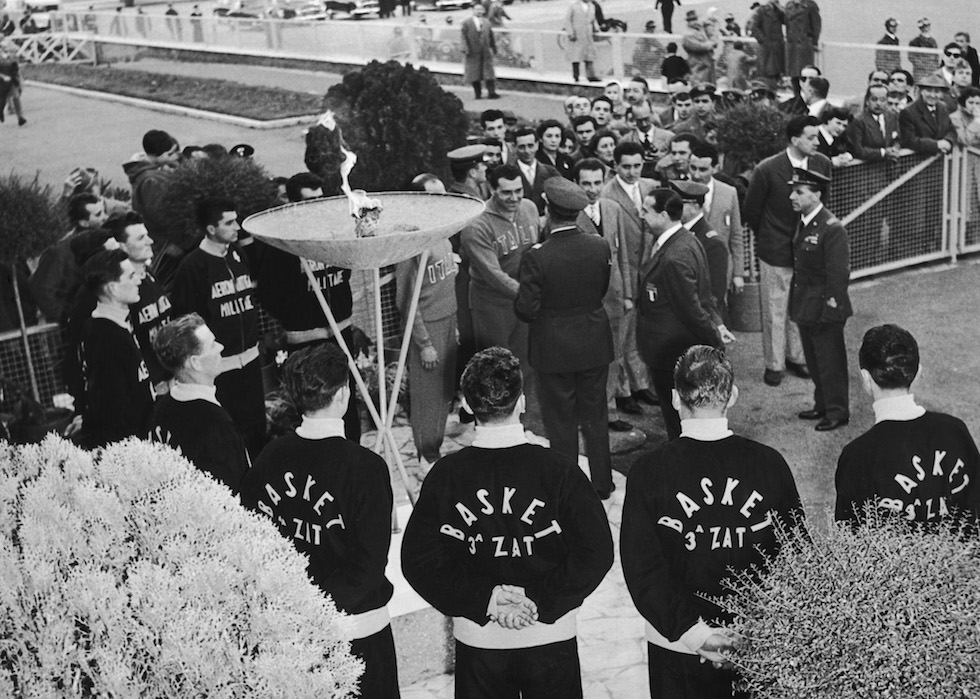
Il generale Porro, a capo dell'Aeronautica Militare, s'intrattiene a Ciampino con alcuni atleti deputati a portare la fiamma olimpica di.

Tra il 31 ottobre 1931 e il 15 ottobre 1932 fu comandante del 4º Stormo di Gorizia, passando successivamente a prestare servizio presso lo Stato maggiore della Regia Aeronautica, e poi assumendo il comando della 1ª Zona Aerea Territoriale (Z.A.T.). Nel corso del 1937 si recò in visita ufficiale al Salone Internazionale Aeronautico che si teneva quell'anno presso la Fiera di Milano. Nei primi mesi del 1940 fu nominato comandante della 2ª Zona Aerea Territoriale, e poco prima dell'entrata in guerra del Regno d'Italia, avvenuta il 10 giugno dello stesso anno, assunse il comando dell'Aeronautica della Libia. Dopo lo scoppio delle ostilità i reparti al suo comando furono subito pesantemente impegnati in appoggio alle operazioni terrestri del Regio Esercito, e contro i velivoli della Western Desert Air Force inglese di base in Egitto. Dopo la morte di Italo Balbo, il 25 luglio fu costituita la 5ª Squadra aerea, ed egli venne designato ad assumerne il comando. Ricoprì tale incarico fino al 5 febbraio 1941, quando fu sostituito dal generale di squadra aerea Mario Ajmone Cat. Per la sua attività in Libia fu insignito del titolo di Commendatore dell'Ordine Militare di Savoia.
Il 15 giugno dello stesso anno assunse il comando della 2ª Squadra aerea, con Quartier generale a Padova. Mantenne tale incarico fino all'armistizio dell'8 settembre 1943. Il giorno dopo fu catturato dai tedeschi e successivamente deportato in Germania, dove fu internato nell'Offizierslager 64Z di Schocken (Poznań), da dove nell'aprile 1945 fu liberato assieme a molti altri ufficiali superiori dall'Armata Rossa. Rientrato in Patria alla fine della guerra, fu nominato comandante della 3ª Zona Aerea Territoriale. Il 6 maggio 1946 entrò a far parte della Commissione incaricata di indagare sui crimini di guerra commessi dalle forze armate italiane in Jugoslavia durante la seconda guerra mondiale. La commissione terminò il suo lavoro il 21 marzo 1947 quando la relazione finale venne consegnata al Ministro della difesa Luigi Gasparotto. Lasciato il servizio militare divenne consigliere della RAI. 
Si spense il 16 ottobre 1975.
Durante la sua vita fu un apprezzato scrittore di libri militari, tra i quali ricordiamo La guerra nell'aria 1915-1918, e collaborò con l'Enciclopedia Treccani nella stesura di alcune voci di personaggi dell'aviazione.

### La morte di Italo Balbo
Il 28 giugno 1940 due aerei Savoia Marchetti S.79 Sparviero decollarono da Derna. Su uno viaggiava il Governatore della Libia, Maresciallo d'Italia Italo Balbo, e sul secondo il generale Porro, allora comandante dell'Aeronautica della Libia. I due aerei giunsero su Tobruk subito dopo un'incursione inglese effettuata da alcuni bombardieri Bristol Blenheim. I velivoli italiani furono inquadrati dal fuoco antiaereo, e mentre l'aereo di Porro con una manovra evasiva riuscì ad atterrare in emergenza, quello di Balbo fu subito colpito precipitando al suolo con la morte di tutti gli occupanti.

## Pubblicazioni
- Osservazione aerea: traccia riassuntiva di conferenza, Stab. poligrafico per l'amministrazione della guerra, Roma 1922
- La fotografia aerea: norme elementari descrittive tecniche e d'impiego, con Fernando Volla, Stabilimento Poligrafico per l'amministrazione dello Stato, Roma, 1923
- Santos Dumont: pioniere dell'aviazione brasiliana, Istituto poligrafico dello Stato, Roma, 1937
- La guerra nell'aria 1915-1918, Corbaccio, Milano, 1940
- L'aviazione nella guerra di Libia: la 5ª Squadra aerea dal 10 giugno 1940 al 5 febbraio 1941, pubblicato a cura della Associazione culturale aeronautica, Roma, 1948.
- Registro aeronautico italiano: Relazione del presidente del RAI circa andamento tecnico-economico-amministrativo dell'ente nell'anno 1956, RAI, Roma, 1957.
- Commemorazione del giornalista aviatore Mario Massai, 1961.

### Annotazioni
1. ↑  Operante in appoggio alla 1ª Armata.
2. ↑  Oltre a lui vi facevano parte il senatore Alessandro Casati (presidente), gli onorevoli Domenico Albergo, Carlo Bassano, Mario Palermo, Oreste Enrico Marzadro, Giuseppe Paolo Gaetano, Mario Scerni, il generale designato d'armata Pietro Ago e l'ammiraglio di squadra Luigi Sansonetti. Svolgeva le funzioni di segretario il tenente colonnello d'artiglieria Luigi Sormanti.

### Fonti
1. 1 2  Ufficio Storico dell'Aeronautica Militare 1969, p. 157.
2. 1 2  Molfese 1925, p. 15.
3. ↑  Molfese 1925, p. 17.
4. ↑  Molfese 1925, p. 29.
5. 1 2  Porro 1973, p. 6.
6. ↑  Molfese 1925, p. 45.
7. 1 2 3 4  Dunning 1988, p. 4.
8. ↑  Dunning 1988, p. 5.
9. ↑  Trionfi 2014, p. 563.
10. ↑  Trionfi 2014, p. 550.
11. ↑  Fumich 2007, p. 80.
12. ↑  Fumich 2007, p. 81.